# Bentoryt
Bentoryt – bardzo rzadki minerał klasy siarczanów.

## Właściwości
Krystalizuje w układzie trygonalnym. Wykształca zazwyczaj kryształy o pryzmatycznym pokroju. Występuje w włóknistych i ziarnistych skupieniach. Jest minerałem przezroczystym i kruchym. Chrom może być zastąpiony częściowo glinem. Posiada jasnofioletową rysę oraz półmuszlowy przełam.

## Występowanie
Występuje w niskotemperaturowych żyłach hydrotermalnych w czarnym kalcytowo-spurytowym marmurze. Towarzyszą mu najczęściej afwillit, kalcyt, thaumasyt oraz portlandyt. Występuje tylko na Bliskim Wschodzie. Spotykany na Zachodnim Brzegu w Palestynie oraz w Południowym Dystrykcie w Izraelu.